# Intelectualização
Na psicologia, intelectualização é um mecanismo de defesa pelo qual o raciocínio é usado para bloquear o confronto com um conflito inconsciente e seu estresse emocional associado - onde o pensamento é usado para evitar sentimentos. Envolve remover-se emocionalmente de um evento estressante. A intelectualização pode acompanhar, mas é diferente de  racionalização que é a justificativa pseudo-racional de atos irracionais.
A intelectualização é um dos mecanismos de defesa originais de Freud. Freud acreditava que as memórias têm aspectos conscientes e inconscientes e que a intelectualização permite a análise consciente de um evento de uma maneira que não provoca ansiedade.
Embora Freud não tenha usado o termo "intelectualização", em  A negação (1925) ele descreveu casos clínicos em que "a função intelectual é separada do processo afetivo ... O resultado disso é uma espécie de aceitação intelectual do que é reprimido, enquanto o essencial para a repressão persiste". Em outro momento, ele descreveu uma análise (malsucedida) com "o paciente participando ativamente de seu intelecto, mas absolutamente tranquilo emocionalmente... completamente indiferente", enquanto também observou que no pensamento obsessivo os próprios processos de pensamento se tornam sexualmente carregados.
Anna Freud dedicou um capítulo de seu livro The Ego and the Mechanisms of Defense [1937] para a "Intelectualização na Puberdade", vendo a crescente abordagem intelectual e filosófica daquele período como tentativas relativamente normais de dominar os impulsos adolescentes.  Ela considerou que apenas "se o processo de intelectualização ultrapassar todo o campo da vida mental" deveria ser considerado patológico.
A intelectualização protege contra a ansiedade, reprimindo as emoções ligadas a um evento. Às vezes compara-se o isolamento (também conhecido como  isolamento do afeto) com a  intelectualização. A primeira é uma resposta dissociativa que permite experimentar um pensamento ou evento desagradável  de modo desapaixonado; o último é um estilo cognitivo que busca conceituar um pensamento ou evento desagradável de uma maneira intelectualmente compreensível. O DSM-IV-TR assim os menciona como entidades separadas.

## Hierarquia
Vaillant dividiu os mecanismos de defesa em uma hierarquia que vai desde o modo imaturo, neurótico até os mecanismos de defesas considerados por ele como saudáveis e colocou a intelectualização - imaginando um ato de violência sem sentir as emoções que a acompanham, por exemplo - nas defesas neuróticas intermediárias.
Winnicott, no entanto, considerou que os cuidados irregulares na infância podem levar à dependência excessiva da intelectualidade como substituto da maternidade; e via a preocupação excessiva com o conhecimento como um empobrecimento emocional destinado à uma "automaternidade" por meio da mente. Julia Kristeva descreveu de maneira semelhante um processo pelo qual "a simbolicidade em si é cateterizada ... como não é orientada para o sexo, nega a questão da diferença sexual".

## Durante a terapia
Entre as defesas intelectuais contra a análise estão uma recusa em aceitar a lógica das emoções, tentativas de refutar a teoria da psicanálise, ou especular sobre os próprios problemas, em vez de enfrentá-los e tentar mudá-los.
Tais intelectualizações da terapia podem fazer parte de defesas maníacas mais amplas contra a realidade emocional. Uma dificuldade adicional pode ser a de assimilar sentimentos novos e desconhecidos quando a defesa, a intelectualização, começa a emergir.
Alternativamente, o terapeuta pode, sem querer, desviar o paciente do sentimento para falar apenas de sentimentos, produzindo não uma percepção emocional, mas apenas intelectual uma tentativa obsessiva de controlar através do pensamento as partes de sentimentos perdidos do eu. Como Carl Jung colocou, "o intelectual ainda sofre de uma neurose se o sentimento não for desenvolvido".

## Controvérsia psicanalítica
A teoria da psicanálise de Freud pode ser uma construção intelectual formidável, mas certamente foi criticada por revelar grandiosidade intelectual.
Jacques Lacan no entanto, a defenderia com base em sua intelectualidade, argumentando que você poderia "reconhecer maus psicanalistas ... pela palavra que eles usam para depreciar toda a pesquisa técnica ou teórica ...  intelectualização ".  O próprio Lacan foi exposto, obviamente, às mesmas críticas: "Minha própria concepção da dinâmica do inconsciente foi chamada de intelectualização - com base no fato de basear a função do significante em primeiro plano".
O próprio Freud aceitou que tinha um vasto desejo por conhecimento; e sabia muito bem como a teoria pode se tornar uma atividade compulsiva.  Ele pode não ter discordado muito da avaliação de Didier Anzieu sobre até que ponto "sua elaboração da teoria psicanalítica ... correspondia a um estabelecimento de defesas obsessivas contra a ansiedade depressiva" - da necessidade de Freud "de defender-se contra a ansiedade através de um grau de intelectualização ".